# Бабе (національний парк)
Національний парк Бабе (в'єт. Vườn Quốc Gia Ba Bể) — заповідник у провінції Баккан, регіон Північний Схід (В'єтнам), створений для захисту озера Бабе разом із навколишніми високогірними вічнозеленими лісами на вапнякових горах. Він розташований приблизно за 240 кілометрів на північ від Ханоя.

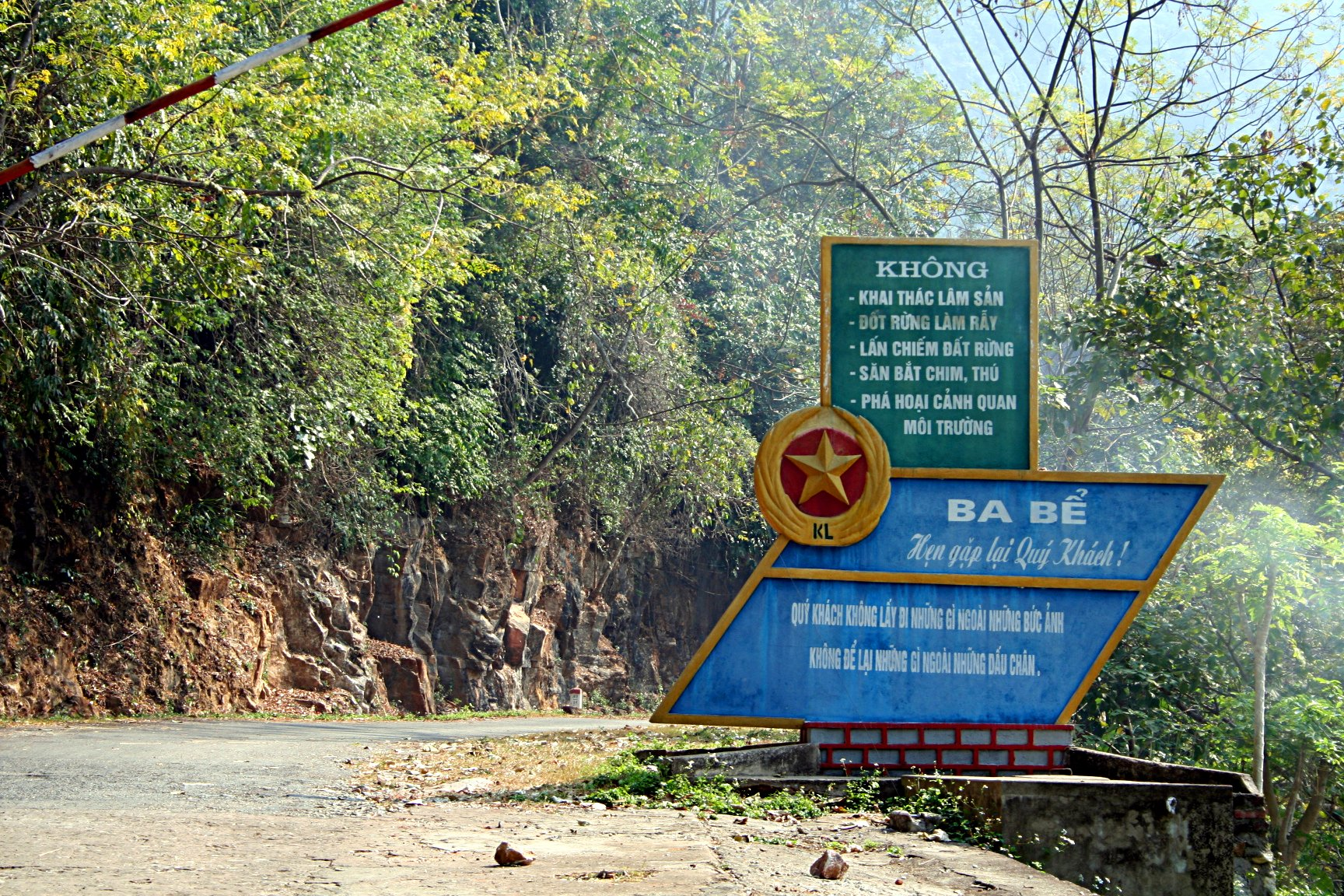
Парковий знак біля станції управління озером

 Національний парк Бабе було засновано в 1992 році, він займає площу 100,48 км2. Інфраструктура включає інформаційний центр, гостьові будинки, станцію управління озерами та станцію екологічних досліджень, відкриту в 2004 році.

## Озеро Бабе

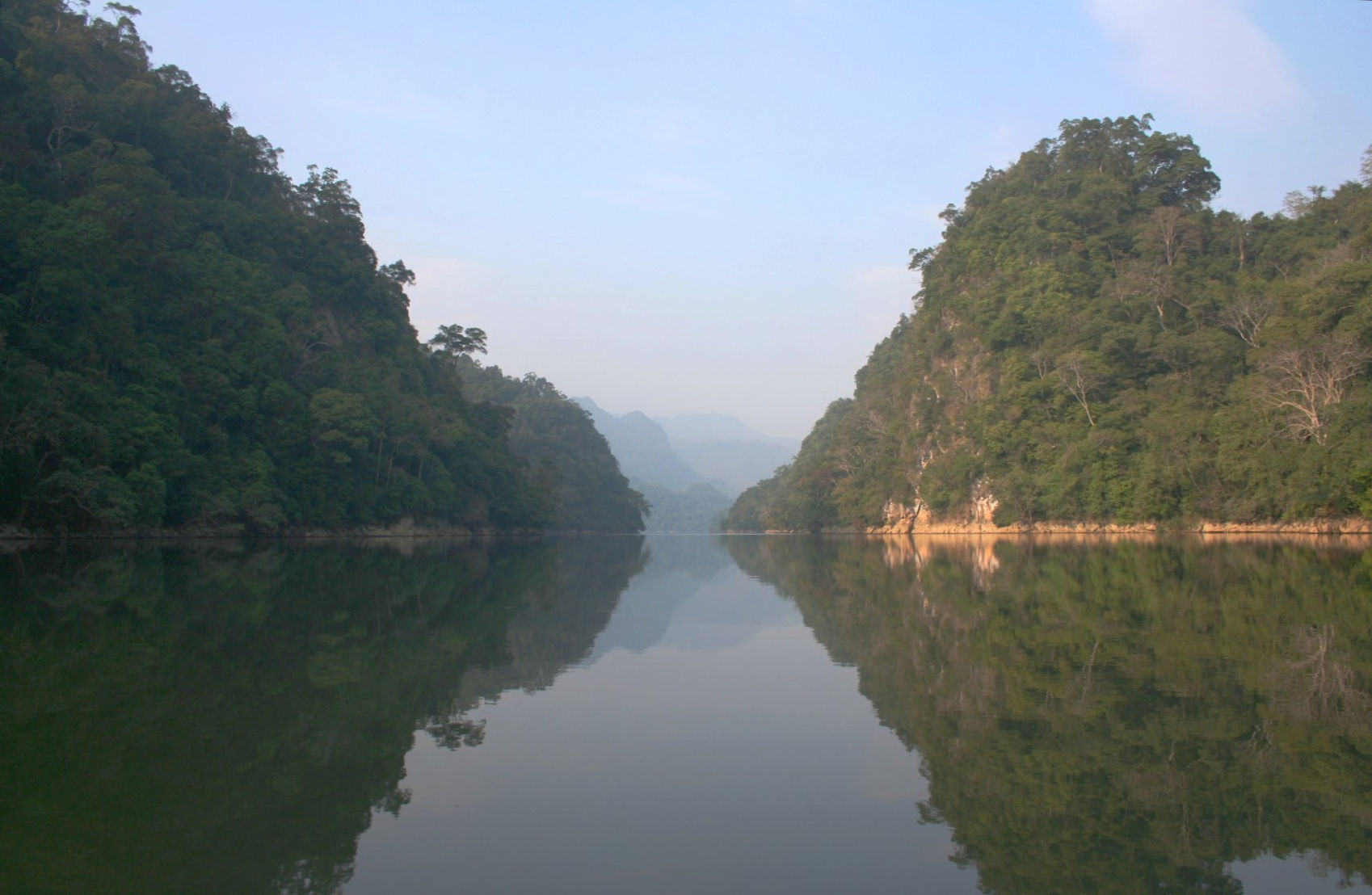
Озеро Бабе в сухий сезон

Озеро Бабе (в'єт. Hồ Ba Bể, Ba Bể означає «три озера» місцевою тайською мовою) — найбільше природне прісноводне озеро у В'єтнамі, яке простягається приблизно на 8 кілометрів у напрямку з півночі на південь. Площа поверхні озера коливається від 3 до 5 км2 між сухим і вологим сезонами. На відміну від багатьох озер у карстових вапнякових районах, озеро Бабе ніколи не пересихає. Його середня глибина коливається від 17 до 23 метрів, максимальна — 35 метрів. Озеро знаходиться на висоті приблизно 150 метрів над рівнем моря, що робить його також найвищим озером В'єтнаму. Назва «три озера» відноситься до трьох основних частин озера, що мають назви Пеленг, Пелу і Пелам. При цьому всі ці три частини з'єднані в єдину суцільну водойму.
З півдня і заходу в озеро впадають річки Тахан, Болу і Ленг. Під час сухого сезону вода зливається з озера на північ у річку Нанг. Під час сильних повеней у дощовий сезон останній потік змінюється, і озеро забирає воду з річки Нанг, таким чином діючи як буфер, що регулює повені.

## Флора і фауна

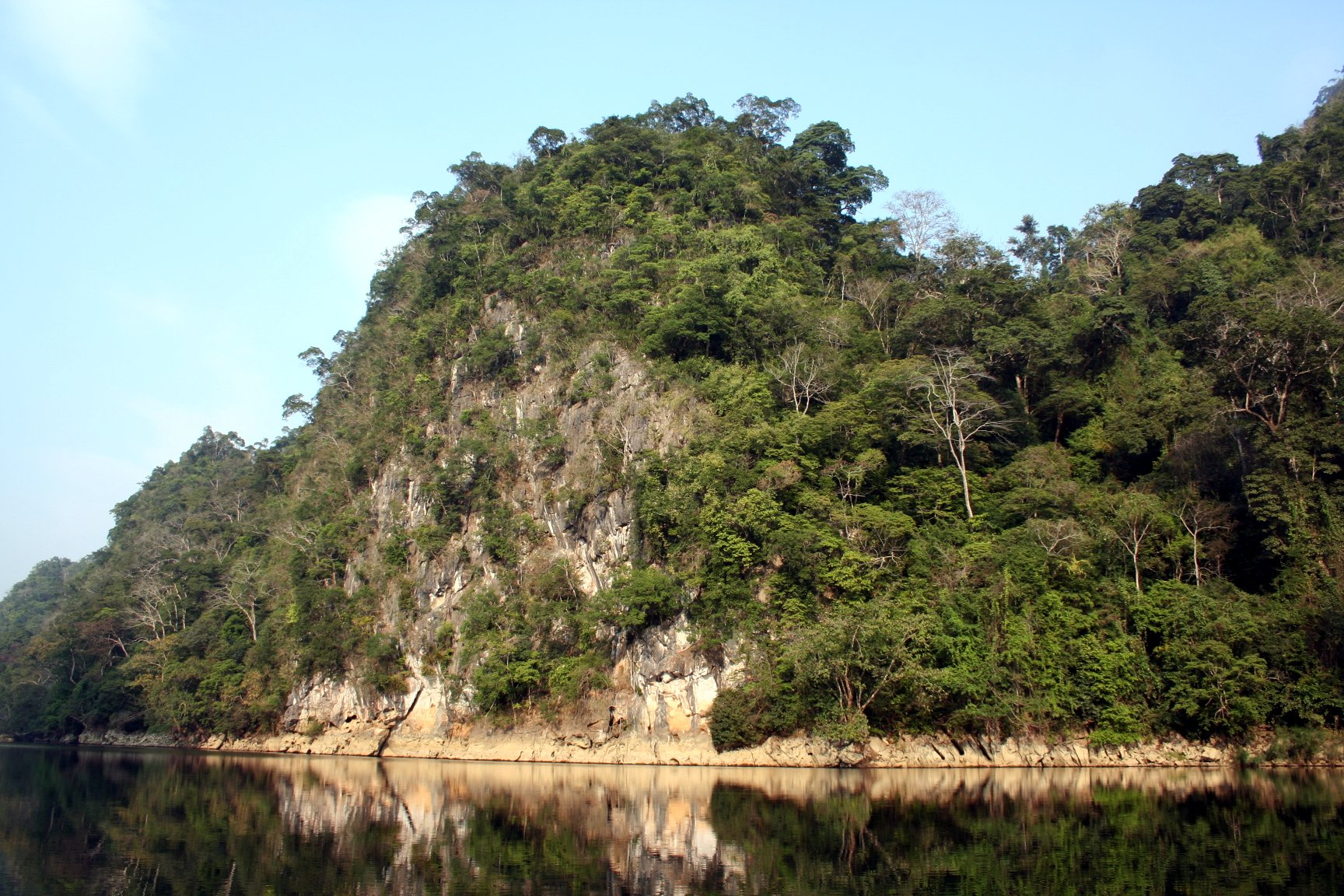
Вапнякові скелі на озері

Рослинність національного парку в основному складається з вапнякового та вічнозеленого лісів. Вапняковий ліс покриває круті скелясті схили з незначним ґрунтовим покривом, а вічнозелений росте на суттєвішому ґрунтовому покриві та має більшу видову різноманітність. Домінуючими видами дерев у вапняковому лісі є Burretiodendron hsienmu (родина липові) і Streblus tonkinensis (родина тутові). Бамбук плетистий (ампелокаламус) — регіональна ендемічна рослина, поширена на прибережних схилах. Це територія, яка оцінюється вітчизняними та зарубіжними вченими як центр найвищого різноманіття та ендемізму видів орхідей не тільки у В'єтнамі, але й у всьому регіоні ПСА. Тут росте 182 види орхідей, деякі з яких є ендемічними (зустрічаються тільки в цьому регіоні).
У парку зареєстровано 65 видів ссавців, серед яких: панголін п'ятипалий (Manis pentadactyla), товстий лорі (Nycticebus coucang), макака-резус, ведмежа макака, лутунг Франсуа, ведмідь гімалайський, видра річкова, пальмова цивета Оустона, катопума Темінка, козоріг суматранський, червона гігантська білка-літяга, строката білка-літяга, волохата білка-літяга, а також 27 видів літяг. Тонкінська кирпата мавпа більше не зустрічається в заповіднику, але деяка кількість все ще існує в сусідньому природному заповіднику Наханг.
Крім того, було зареєстровано 233 види птахів, 43 види рептилій і земноводних, серед яких королівська кобра і в'єтнамська саламандра. В озері Бабе зареєстровано 106 видів риб з 61 роду, 17 родин і 5 рядів. Парк також відомий своєю різноманітністю метеликів, котрих було зареєстровано 354 види.

## Туристичні місця

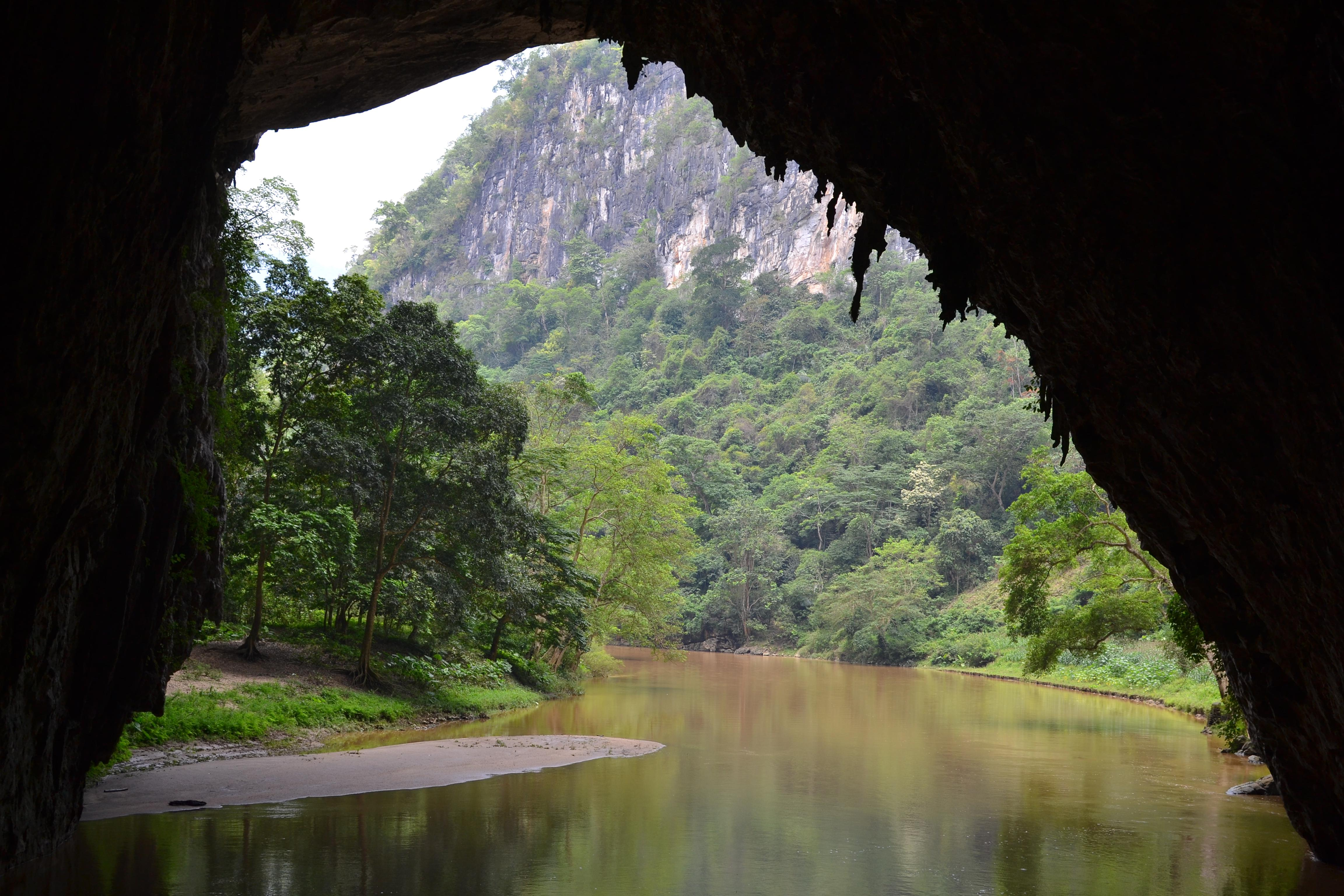
Печера Пуонг

- Печера Пуонг (в'єт. Động Puông) — це велика скрізна печера на північному сході парку, через яку протікає річка Нанг (в'єт. sông Năng). Головна печера має висоту до 50 метрів і довжину близько 300 метрів. Його населяє популяція від 5 до 10 000 кажанів, які належать до 18 видів.
- «Ставок фей» — скельна улоговина, наповнена чистою водою, яка просочується крізь навколишні вапнякові скелі.
- Водоспад Дауданг (в'єт. thác Đầu Đẳng) на річці Нанг. Він складається з серії порогів, які простягаються майже на один кілометр.
- Острів Вдови (в'єт. hòn Bá Góa) — невеликий конусоподібний острівець посеред південної частини озера. Згідно з місцевою легендою, острівець колись був домом для старої вдови, яка була врятована від повені через божественне втручання.
- храм Анма (в'єт. Đền An Mạ), що знаходиться на острові посеред другого озера Пелу (в'єт. Pé Lu). За легендою, на острові знайшов прихисток імператор династії Мак, який врятувався на острові від війни. На острів веде міст зі східного берега.

## Екологічні проблеми

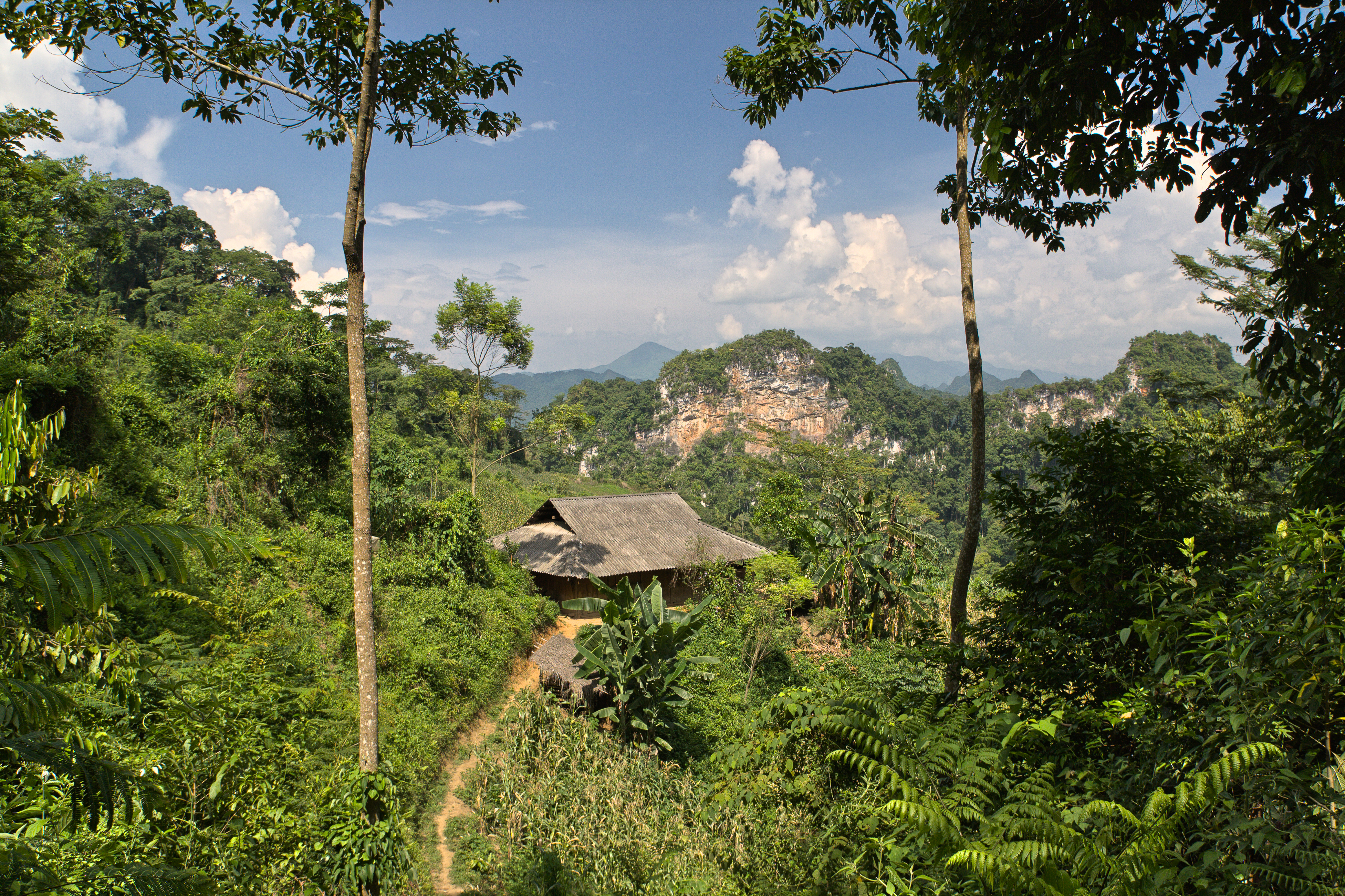
Типовий пейзаж у заповіднику

Розробка корисних копалин, особливо видобуток заліза в басейні озера Бабе, змінила територію озера та завдала серйозної шкоди навколишньому середовищу. Згідно з дослідженнями, озеро Пеленг втратило 1/3 своєї площі через застійні осади, і в майбутньому озеро Бабе може бути занесене осадами, якщо поточна ситуація не зміниться.